# The Lad from Old Ireland
The Lad from Old Ireland er en amerikansk stumfilm fra 1910 af Sidney Olcott.

## Medvirkende
- Sidney Olcott som Terry O'Connor
- Gene Gauntier som Aileene
- Thomas O'Connor
- Arthur Donaldson
- J.P. McGowan